# Michel Arnold Bamps

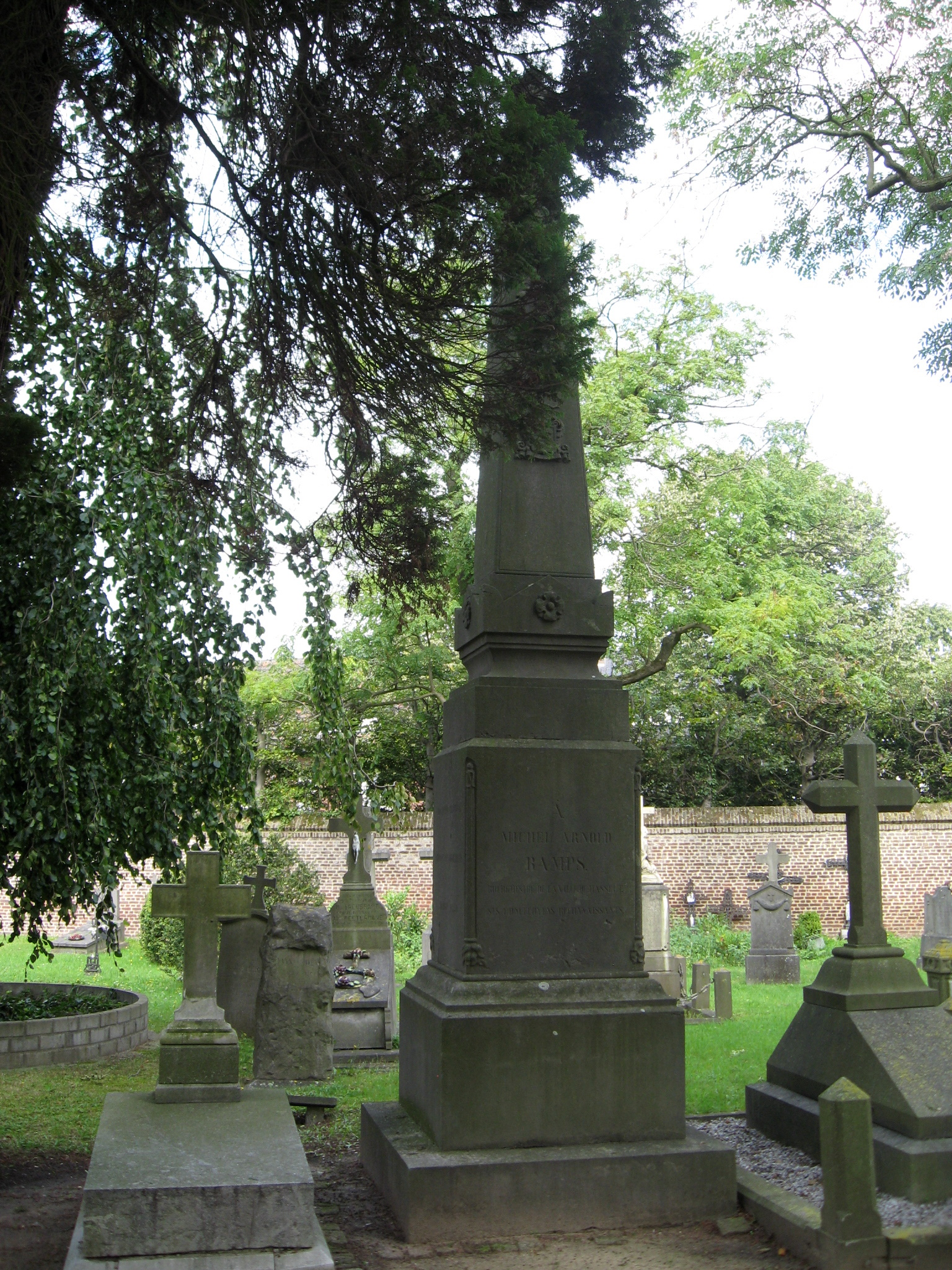
Gedenkzuil ter ere van Michel Arnold Bamps op het Oud Kerkhof van Hasselt.

Michel Arnold Bamps (Hasselt, 31 mei 1793 - aldaar, 19 maart 1865) was gedurende ruim 25 jaar burgemeester van de Belgische stad Hasselt. Hij bouwde de wegeninfrastructuur in en rond de stad uit en gaf de provinciehoofdstad een modern uitzicht. Hij combineerde het burgemeesterschap met zijn ambt als notaris.

## Afkomst en familie
Michel Arnold Bamps was een zoon van geneesheer Arnold Bamps. Diens zoon Antoon (1787-1857), de oudste broer van Michel Arnold werd eveneens geneesheer en was afdelingshoofd in het Hasseltse ziekenhuis. De familie Bamps was een liberaal gezinde voorname familie in de stad.
In 1817 huwde Bamps met Marie-Thérèse Feytmans, de dochter van de notaris Feytmans, die na drie jaar huwelijk overleed. In 1821 hertrouwde hij met de Alkense Maria Wanten.

## Loopbaan

### Vroege jaren
Bamps studeerde rechten en notariaat en werd notaris in zijn geboortestad.
Na de Belgische onafhankelijkheid in 1830 werd hij liberaal gemeenteraadslid onder burgemeester Julien de Cecil die door het Voorlopig Bewind was aangesteld. Na de gemeenteraadsverkiezingen die volgden op het ontslag van De Cecil in 1833 werd notaris Bamps benoemd tot burgemeester.

### Start van de infrastructuurwerken
In het vooruitzicht dat Hasselt de provinciehoofdstad van het Belgische deel van de gesplitste provincie Limburg zou worden en nadat de financiële moeilijkheden vanwege de grote uitgaven die de militaire bezetting met zich hadden meegebracht waren opgelost, begon Bamps met de aanleg van nieuwe verkeerswegen die Hasselt verbond met de omringende steden. In 1835 werd begonnen met de aanleg van de steenweg naar Diest, deze naar Sint-Truiden volgde in 1836.
Bij de gemeenteraadsverkiezingen van 1836 was Pieter Jan Willems lijsttrekker voor de katholieken terwijl Bamps de liberale lijst trok. Hoewel uittredend burgemeester Bamps meer stemmen behaalde, werd Willems met de steun van toenmalig eerste minister Barthélémy de Theux de Meylandt, een politieke vriend van hem, tot burgemeester benoemd. Bamps, die allerminst tevreden was met de gang der zaken, voerde een stevige oppositie tegen Willems. In 1840 maakte de katholieke regering van graaf De Theux plaats voor de liberale regering onder leiding van Joseph Lebeau. Bamps, ondertussen uitgegroeid tot aartsvijand van Willems, werd benoemd tot schepen. De liberalen, die een overwicht kregen in de gemeenteraad, zorgden ervoor dat Willems nauwelijks nog inspraak had in het beleid in de stad. Bamps won de volgende gemeenteraadsverkiezingen in 1842 en werd, na een onderbreking van zes jaar, opnieuw burgemeester van Hasselt.

### Hasselt werd een moderne stad
Bamps zette zijn dynamisch beleid verder en liet eveneens verkeerswegen naar Genk en Maastricht aanleggen die in 1847 klaar waren. Ondertussen waren de stadswallen in 1846 afgebroken om plaats te maken voor een ringlaan met groene aanplantingen. De boulevard was in 1855 volledig klaar. Langs deze laan werden de eerste grote gebouwen opgetrokken, in 1847 begon de bouw van het Casino, in 1852 werd het slachthuis gebouwd, in 1857 volgde de gevangenis en in 1865 het Koninklijk Atheneum.
In 1858 werd het Aftakkingskanaal naar Hasselt geopend. Aan de kanaalkom die eindigde tegen de ringlaan begon later de eerste industrie zich te ontwikkelen.
De eerste spoorlijn naar de stad kwam er in 1847. Het kopstation kreeg in 1856 gezelschap van een bijkomende halte in de nabijheid ervan. Burgemeester Bamps kon in 1864 de bouw van een nieuwe en groter station, dat de twee vorige stations zou vervangen, nog goedkeuren maar hij overleed vooraleer de bouw ervan voltooid was.
Bamps leidde zijn stad met autoritaire hand en had weinig oppositie. Enkel in 1853 was er felle tegenkanting van de katholieken die de invloedrijke familie Bamps beschuldigde zich na de cholera-epidemie van 1849 te hebben verrijkt op de kap van ziekenhuis en de toenmalige welzijnssector. Hij gaf zijn ontslag en schreef nieuwe verkiezingen uit. Bamps won het pleit en bleef burgemeester.
Na zijn overlijden werd Bamps opgevolgd door jeneverstoker Clement Vanderstraeten. De indertijd aangelegde verbindingsweg van de boulevard naar het nieuwe station werd in 1866 naar hem vernoemd met name de Bampslaan. Op het oude kerkhof werd op 16 september 1866 een vijf meter hoge gedenkzuil ter ere van Bamps ingehuldigd.
Later werd zijn neef Gaspar Arnold Bamps, die hem opvolgde als notaris, nog voor korte tijd burgemeester (1878-1880).